# De Grass
De Grass of De Gras was een 17e-18e-eeuwse adellijke familie, hoofdzakelijk gevestigd in Brugge.

## Geschiedenis
De familie werd bekend naar aanleiding van drie adelsverheffingen:
- In 1609 werd aan Roeland de Grass, heer van Buggenhout, de titel van ridder verleend door aartshertog Albert van Oostenrijk.
- In 1657 werd aan de zoon van de voorgaande, Jan-Cornelius de Grass, door koning Filips IV van Spanje de titel baron verleend, gevestigd op de heerlijkheid Nokere en overdraagbaar bij eerstgeboorte.
- In 1661 werd aan Jean Alphonse Joseph de Grass, heer van Bouchout (bij Assenede), eveneens zoon van Roeland de Grass, door koning Filips IV de persoonlijke titel ridder verleend.

De familie was onder te verdelen in drie takken:
- De Grass de Nokere.
- De Grass de Bouchaute of Bouchoute.
- De Grass de Moorsele.

## Wapen
Écartelé, aux 1 et 5 échiqueté d'argent et de sable de quatre tires, au chef d'or, chargé d'un aigle de sable, becquée et membrée de gueules, qui est de Grass; aux 2 et 3 d'or, au double trescheur fleuré et contrefleuré de sinople, au chevron de gueules brochant sur le tout, qui est d'Escornaix; à l'écu d'or fretté de sable, qui est de la Vichte en abime.

## Afstamming
- Joachim de Grass, behoorde tot een familie die uit Genua afkomstig was.
  - Roeland de Grass, geboren in Antwerpen, heer van Buggenhout, was de eerste bij naam gekende stamvader die in Brugge kwam wonen, zonder dat duidelijk is in welke omstandigheden hij er zich vestigde. Hij werd poorter van Brugge op 17 december 1572. Hij trouwde met Isabelle (of Elise) de Witte.
    - Hij werd opgevolgd door Cornelius de Grass († Brugge, ca. 1585), over wie eveneens weinig is geweten. Hij trouwde met Marie Anchemant (†1595), lid van een notabele Brugse familie, dochter van Hendrik Anchemant (†1586) en Catherine Winckelman. Na zijn overlijden hertrouwde ze met Jan Pardo de Fremicourt († 1596) en werd ze met haar tweede man begraven in de Sint-Donaaskathedraal.
      - Roeland de Grass (ca. 1570 - 30 september 1645), heer van Buggenhout en Westende, werd een belangrijk Brugs notabele. Hij trouwde met Françoise van Vichte († 1630), vrouwe van Nokere, met wie hij vier zoons kreeg. Hij werd in 1609 als ridder in de adel opgenomen. Van 1619 tot aan zijn dood vervulde hij talrijke ambten in het stadsbestuur van Brugge als raadslid, schepen, burgemeester van de raadsleden en burgemeester van de schepenen. Hij hertrouwde met Marguerite de Mortaigne. 
        - Jan Cornelius de Grass, heer van Nokere (†1667), trouwde met Anne Borluut en bleef kinderloos. Voor hem werd de heerlijkheid Nokere in 1657 tot baronie verheven, met overdraagbaarheid bij eerstgeboorte. Hij begon zijn carrière als kapitein bij de infanterie in Spaanse dienst en werd vervolgens commissaris bij de vernieuwing van de wetten in het graafschap Vlaanderen.
        - Ignace Jean Baptiste de Grass (25 november 1625 - 21 februari 1695), heer van Westende en schepen van het Brugse Vrije, trouwde met Lucia van Bourgondië (1631-1663), dochter van Matthias (†1647), bastaard van Bourgondië en van Josine Pardo (†1663). Ze kregen drie kinderen. Hij hertrouwde in 1664 met Jacqueline Pardo († 17 juni 1704) en ze kregen acht kinderen. De meeste kinderen stierven waarschijnlijk op jonge leeftijd. Ignace en zijn tweede echtgenote werden in de Sint-Walburgakerk begraven, kerk waarin hij ook een 'fundatie' had gesticht. 
          - Ignace de Grass († 6 september 1760), vrijgezel.

        - Alphonse de Grass († 22 april 1665), trouwde met Catherine Van Hove († 1695). Hij werd schepen en burgemeester van het Brugse Vrije. In 1661 werd hij tot ridder verheven. Hij was ook voogd van de Potterie.
          - Jean Alphonse Joseph de Grass († 23 oktober 1680), heer van Bouchoute en Poelvoorde, trouwde in 1644 met Marguerite-Lucie van Bourgondië (1644-1678), zus van Lucia. Hij begon een carrière als officier, bij een compagnie van Waalse infanterie. Van 1649 tot 1670 vervulde hij talrijke ambten in het stadsbestuur van Brugge als schepen, burgemeester van de raadsleden en burgemeester van de schepenen. 
            - Roland Ignace de Grass.
            - Marie Lucie de Grass, trouwde achtereenvolgens met Emmanuel de Vooght en met Pierre d'Anthin.

          - Pierre Joseph de Grass, trouwde met Hélène Le Gillon. Hij werd schepen en burgemeester van het Brugse Vrije.
          - Roeland II de Grass (6 januari 1670 - 18 mei 1732), trouwde met Marguerite de Grass († 1733), dochter van Albert, heer van Moorsele en van Marie-Anne Pardo. Hij was lid (1699) en proost (1704) van de Edele Confrerie van het Heilig Bloed. Hij werd in 1710 verkozen tot hoofdman van de Gilde van Sint-Sebastiaan. Het echtpaar werd begraven in de Sint-Jacobskerk. Hij werd burgemeester van de raadsleden en burgemeester van de schepenen van Brugge. 
            - Jan Frans Idesbald de Grass (31 mei 1698 - 20 oktober 1782), heer van Bouchoute, getrouwd met Marie-Jeanne van Caloen (1707-1780), werd schepen van Brugge en vervolgens sergeant-majoor van de stad. Hij was ook hoofdman van de Sint-Sebastiaansgilde (1744-1769).
            - Alphonse de Grass († 24 oktober 1784) trouwde met Caroline de Saint-Genois.
            - Philippe de Grass (°2 september 1701)
            - Carolus de Grass (°5 april 1706)
            - Ferdinande de Grass (°25 februari 1715)

        - Albert de Grass († 18 november 1689), heer van Moorsele en Crombrugghe trouwde in 1658 met Marie-Anne Pardo († 27 februari 1691). Van 1672 tot 1689 was hij bij herhaling schepen en burgemeester van de raadsleden van Brugge.
          - Gertrudis de Grass (†1738), was vanaf 1721 de 27e abdis van de Abdij Hemelsdale in Brugge. Ze werd opgevolgd door Ursula Ryelandt.
          - Ignace Jean Xavier de Grass († 19 mei 1709), heer van Moorsele, trouwde in 1691 met Agatha van Borsele van der Hooghe (†1733). Hij werd lid (1695) en proost (1700) van de Edele Confrérie van het Heilig Bloed. Van 1698 tot 1709 was hij hoofdman van de Sint-Sebastiaansgilde. In 1706-1707 was hij burgemeester van de raadsleden van Brugge.
            - François Corneille de Grass († 28 november 1759), was kapitein in Oostenrijkse dienst. Hij bleef vrijgezel. Hij werd begraven in het graf van de familie Anchemant in de Sacrakapel van de Onze-Lieve-Vrouwekerk.
            - Bernard de Grass († 1775) was kanunnik van de kathedraal van Doornik.
            - Philippe de Grass was monnik in de abdij van Ename.
            - Maria Lucia de Grass († 1758) trouwde met Joseph Pardo de Fremicourt († 1749), schepen van Brugge, gouverneur van de Bogaerdenschool en voogd van het Sint-Janshospitaal. Ze kregen vier kinderen.
            - Albert Ignace de Grass († Brugge, 3 maart 1768), heer van Moorsele, was gemeenteraadslid van Brugge en commies voor de financies van Zijne Majesteit. Hij trouwde met Anna Petronille Veranneman de Gentbrugge († Brugge 14 maart 1760). In 1734 kocht hij van Antoine del Rio Ayala het aanzienlijke herenhuis aan in de Sint-Jorisstraat, op de hoek van de Poitevinstraat, thans het beschermd monument Sint-Jorisstraat 15. In 1735 werd hij leenhouder van het goed Ten Poele in Sint-Pieters-op-de-Dijk, door erfenis van zijn schoonvader Jan Veranneman, van wie de vader, Jan Veranneman, het in 1711 had aangekocht.
              - Anne-Marie de Grass (°10 juni 1750).
              - Charles de Grass (1 september 1752 - 1 januari 1795) werd officier in het Oostenrijkse leger. Hij trouwde met Marie Sauvaud en ze bleven kinderloos. Hij was de voorlaatste mannelijke naamdrager de Grass. Hij werd vanaf een bepaald ogenblik onder curatele geplaatst, tot op het einde van zijn leven.
              - Albert-Joseph-Ignace de Grass († 11 september 1802), heer van Moorsele, trouwde met Catherine de Berthout de Quenonville († 25 juni 1806), dochter van Alexander de Berthout, burggraaf van Ottignies en van Catherine de Jonghe. Albert was de laatste mannelijke naamdrager de Grass. Ze hadden: 	
                - Coleta (° 6 december 1764) x Aybert Rapaert.
                - Ignace (° 20 februari 1767), die voor zijn vader overleed.
                - Maria Anna  (° 13 juni 1768) x Louis Le Gillon. Zij had het huis Sint-Jorisstraat 15 geërfd en verkocht het in 1811 aan Charles Coppieters Stochove.

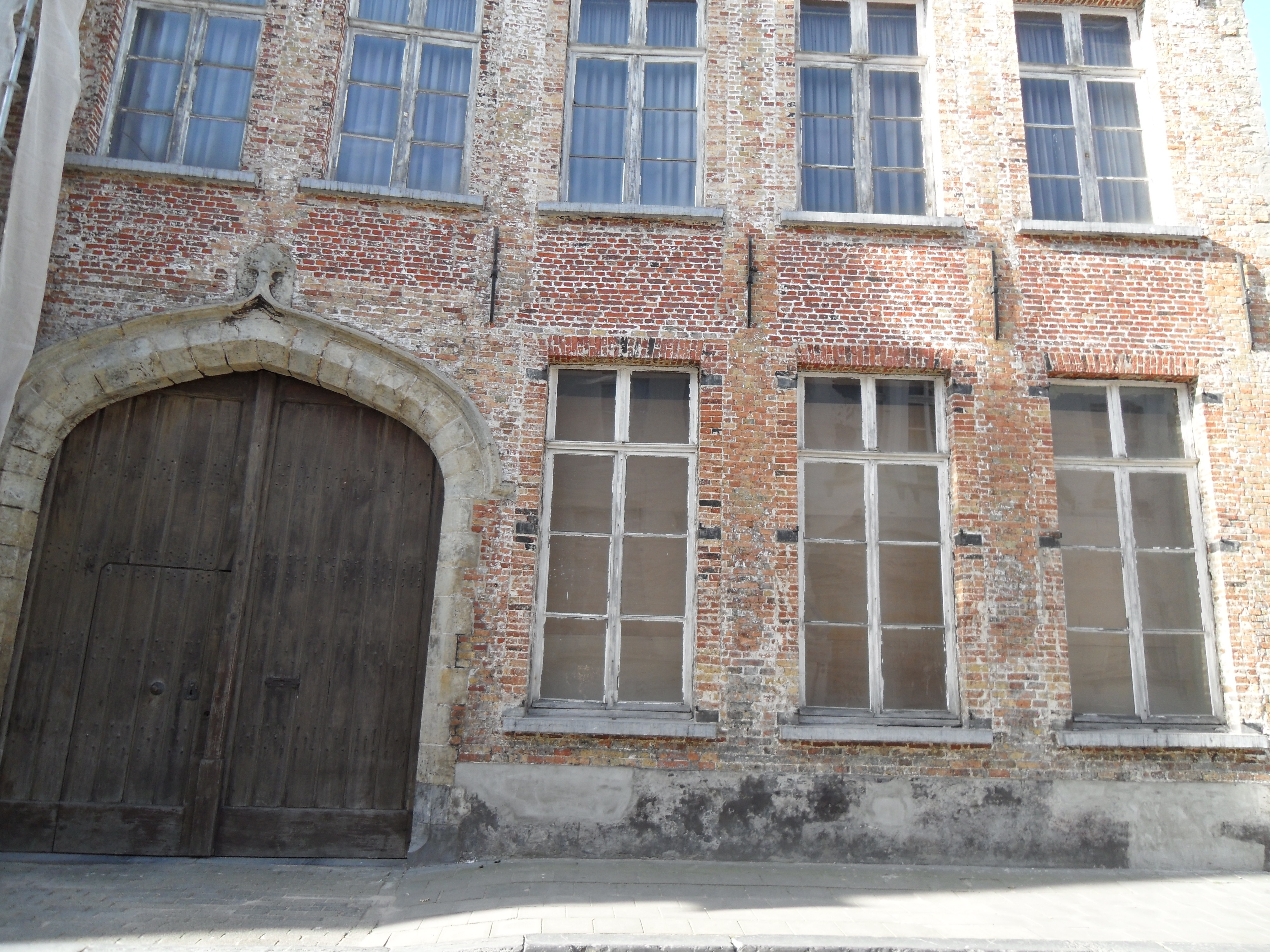
Deel van de voorgevel van het hotel de Grass in de Sint-Jorisstraat

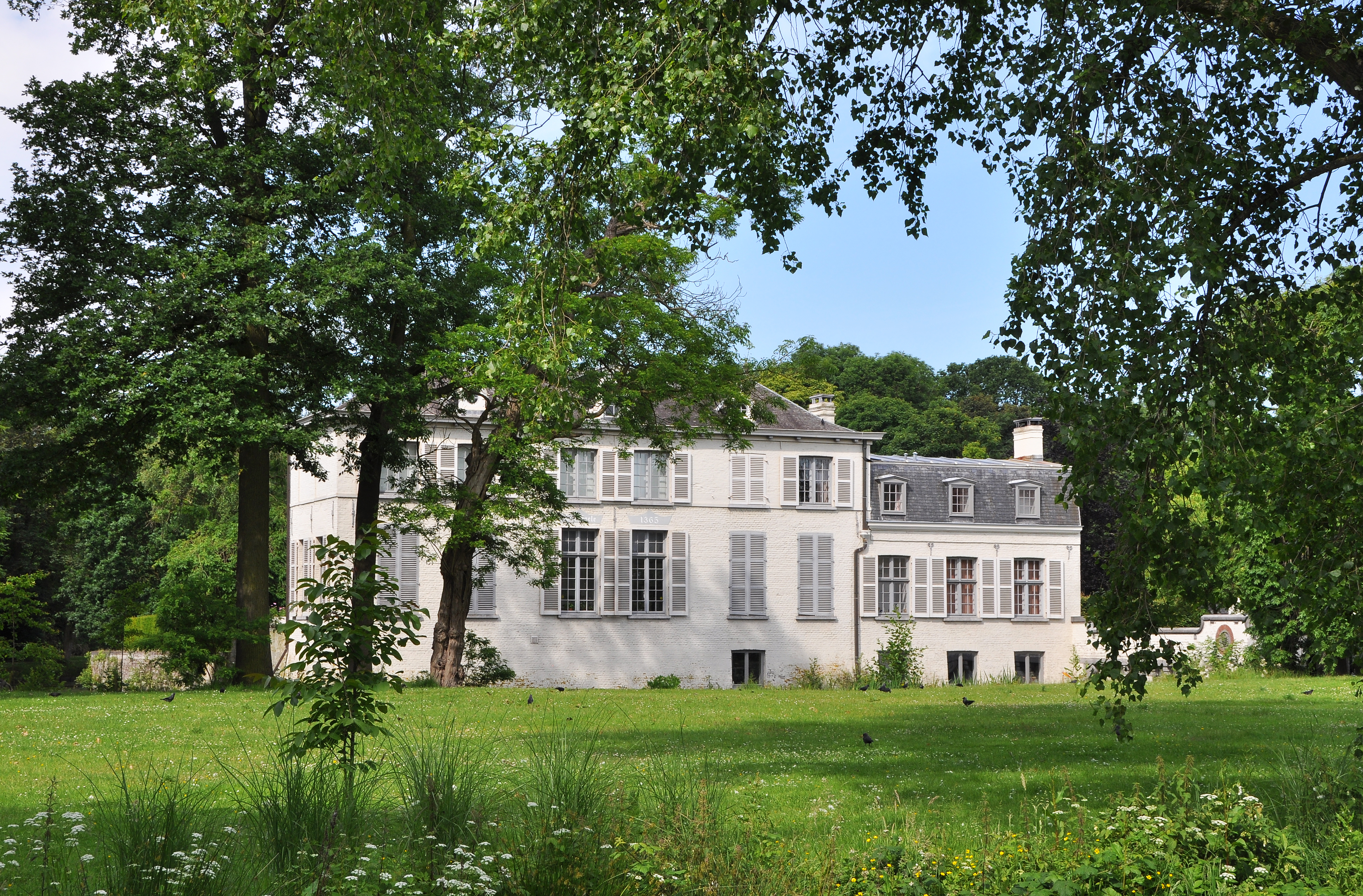
Kasteel van het leengoed Ten Poele in Sint-Pieters-op-de-Dijk, eigendom van de familie de Grass

## Vande GrassnaarRapaert de Grass
Colette-Eléonore de Grass de Moorsele (Brugge, 6 december 1764 – 18 december 1849) was de laatste naamdraagster de Grass. Ze trouwde in 1798 met Aybert Thomas Rapaert (Brugge, 21 december 1763 - 8 juli 1848), schepen van Brugge. Hij behoorde tot een oude Brugse familie en stamde onder meer af van de zestiende-eeuwse Brugse arts François Rapaert. Hij kreeg vergunning bij koninklijk besluit van 25 juli 1825 om zijn naam uit te breiden tot Rapaert de Grass, van wie er nakomelingen zijn tot heden.

## Lidmaatschappen in schuttersgilden

### Sint-Sebastiaansgilde
- 1654 Alphonse de Grass, heer van Bouchoute.
- 1698 Ignatius de Grass, heer van Moorsele, hoofdman van de gilde (gekozen 1698, overleden 1709).
- 1698 Roeland II de Grass, heer van Bouchoute, hoofdman van de gilde (gekozen 1710, geïnstalleerd 1714, overleden 1732).
- 1699 François de Grass, baron van Nokere.
- 1707 Roland de Grass.
- 1714 Ignace de Grass, heer van Westende.
- 1744 Jan-Frans de Grass, heer van Bouchoute, hoofdman van de gilde (verkozen 1743, geïnstalleerd 1744, ontslag 1769).
- 1744 Marie van Caloen, echtgenote van de hoofdman.
- 1744 Bernard de Grass.
- 1761 Alphonse de Grass de Strazeele.

### Sint-Jorisgilde
- 1666 Albert de Grass, heer van Moorsele.
- 1695 de Grass, heer van Moorsele.
- 1698 Roeland de Grass, heer van Bouchoute.
- 1710 J. de Grass.
- 1745 Jan Frans de Grass, heer van Bouchoute.
- 1750 Albert Ignace de Grass, heer van Moorsele.
- 1750 Albert de Grass, fs. Albert.
- 1751 Agatha van Borselen van der Hooghe, echtgenote Albert de Grass.
- 1769 Jan-Frans de Grass de Bouchoute, na ontslag als hoofdman bij de Sint-Sebastiaansgilde.

## Portretten
- Roeland de Grass, portret toegeschreven aan Nicolas Maes, reeks van de voogdenportetten, Oud-Sint-Janshospitaal, met opschrift Dominus Rolandus de Grass, factus tutor 4 septembris 1633, obiit 22 septembris 1645.
- Alphonse de Grass, portret zonder auteursnaam, reeks van de  voogden van de Potterie, Museum van de Potterie, met opschrift D. Alphonsus de Grass factus tutor anno 1654 obiit 1665.
- Roeland-Ignace de Grass, portret door Jacob Van Oost, met opschrift 1709, reeks van de voogden van het Sint-Juliaans-hospitium.
- Familieportret Albert de Grass-Pardo, door Jacob van Oost de Oudere, Groeningemuseum Brugge.